# 沙阿
沙阿、沙王或沙赫（波斯語：شاه‎）是波斯语古代君主头衔的汉译名。“沙阿”在中文文献中又简称为“沙”，如“花剌子模沙”等。波斯语的头衔“沙阿”在历史上为波斯语民族和很多非波斯语民族所使用。尼泊尔国王也叫沙阿。
伊朗最後一任沙阿為穆罕默德-礼萨·巴列维。
波斯语中另一个相关的词「kshathra」来源于「kshathrapavan（行省守护者）」，為波斯帝国行省总督的名号。后来这个词汇通过希腊语和拉丁语而为西方语言所吸收，例如英语中的「satrap」，意为省长或总督，带有一点贬义。

## 历史

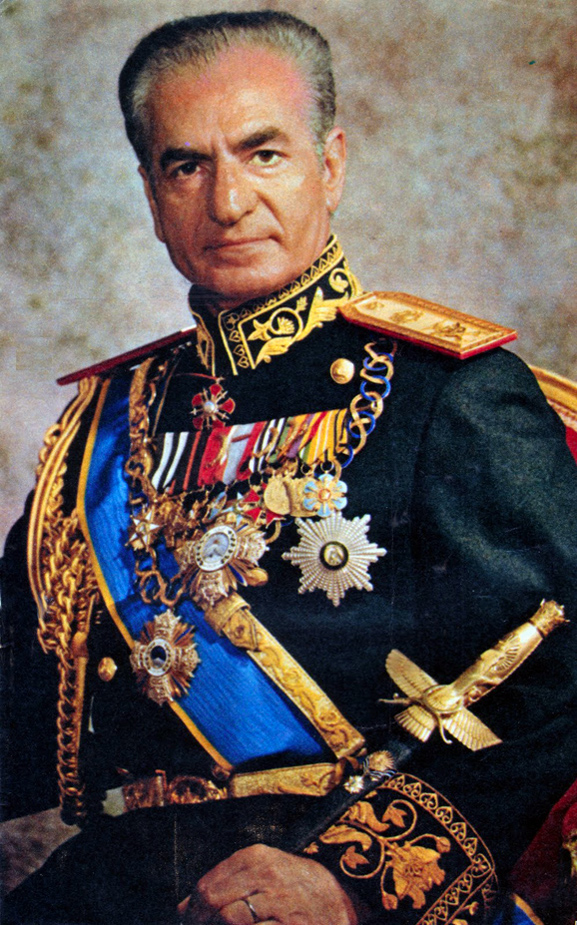
穆罕默德-礼萨·巴列维，1941至1979年伊朗的王中之王（Shahanshah），他是最后一个持有沙阿头衔的统治者。

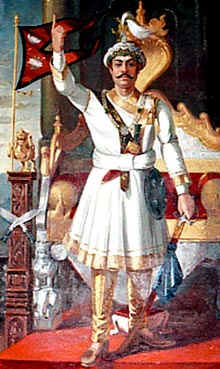
廓尔喀王国即尼泊尔统一后的第一位统治者普利特维·纳拉扬·沙阿

“沙阿”（Šāh）或全称“万王之王”（Šāhanšāh），是古代伊朗高原诸民族的君主头衔，古代波斯人为伊朗高原诸民族的一支。公元前6世纪统一了波斯的阿契美尼德王朝以及许多后续王朝都曾使用这一头衔。
在西方史料里奥斯曼帝国的统治者通常被称为苏丹，但在奧斯曼的疆域内他则通常被称为“帕迪沙（Padishah）”，其中几位在其花押中使用了“沙阿”的头衔。他们的男性子嗣获得“Şehzade”的头衔，其字面意思为“沙阿的后代”，来自波斯语shahzadeh。
阿契美尼德王朝波斯帝国的君主头衔的完整形式为「xšāyaθiya xšāyaθiyānām」，在古波斯语中的字面意思是“王中之王”，而此头衔与中古波斯语「šāhān šāh」相一致，「šāhān šāh」字面意思是“众王之王”，此头衔的现代波斯语形式为「shāhanshāh (شاهنشاه)」。在希腊语中此头衔被翻译为「βασιλεύς τῶν βασιλέων (basileus tōn basiléōn)」，「βασιλεύς」正是希腊语“国王”的意思。以希腊人看来，「βασιλεύς τῶν βασιλέων (basileus tōn basiléōn)」 王中之王在国王之上，和“皇帝”是同一等级。此头衔相应的印度语言头衔为「rajadhiraja」 或「kshetra-pati」，后者更接近于 「Padishah」。正如此波斯语的完整头衔常简化为“沙阿”，希腊人也常将相应的头衔简化为巴西琉斯。
20世纪，巴列维王朝的穆罕默德-礼萨·巴列维正式采用了/Šāhanšāh这一头衔，相当于皇帝。他也封他的妻子为/Shahbānu，相当于皇后。穆罕默德-礼萨·巴列维是最后一位沙阿，伊朗君主制在1979年伊朗伊斯兰革命中被推翻。

## 统治者头衔
- 从阿休特三世（英语：Ashot III of Armenia）（952/953–977在位）开始, 亚美尼亚巴格拉提德王朝的统治者使用了shahanshah这一头衔，即“万王之王”[3]。
- 帕迪沙（Padishah），意为“伟大的王”，从伊朗人传至奥斯曼帝国；此外印度次大陆的一些政权如莫卧儿帝国也使用该头衔。
- 奧斯曼和莫卧儿统治的另一个辅助性头衔是Shah-i-Alam Panah, 意为“王，世界的庇护所”。
- 亚美尼亚国王曾自称Shāh-i Arman，字面意思为“亚美尼亚沙”[4]。
- 中世纪一个短暂存在的突厥穆斯林政权花剌子模帝国的统治者自称为Khwarezmshah，即“花剌子模沙”；位于今阿塞拜疆的伊朗地区希尔万的统治者曾自称Shirvanshah，即“希尔万沙”。
- 格鲁吉亚的国王称自己为shahanshah，将此头衔与其他头衔共同使用。此外，格鲁吉亚的统治者头衔mepetmepe意思也是“万王之王”，受到了shahanshah的启发

## 相关词汇
- 古波斯的行省總督在西方语言里的称呼是satrap，是xšaθrapāvan的变体，字面意义为“行省守护者”，其词根xšaθra在古波斯语里的意思是“行省”，由shah衍生而来。
- 索马里首都摩加迪休Mogadishu来自波斯语的/Maq'ad-i-Shah，字面意思是“沙阿之座”，反映了波斯文化对这座城市曾有过的影响[5]。